# Motorsegler (Wasserfahrzeug)
Motorsegler, auch Motorsegelschiffe, sind Schiffe und Sportboote, die sowohl mit Segeln als auch mit Motor angetrieben werden.

## Einzelheiten

### Schiffe
Motorsegler als frachtfahrende Seeschiffe entwickelten sich zwischen 1890 und 1900 aus der Motorisierung bestehender Frachtsegler in der Küstenschifffahrt und bildeten etwa drei Jahrzehnte später den Grundstein zur Entwicklung des modernen Küstenmotorschiffs.

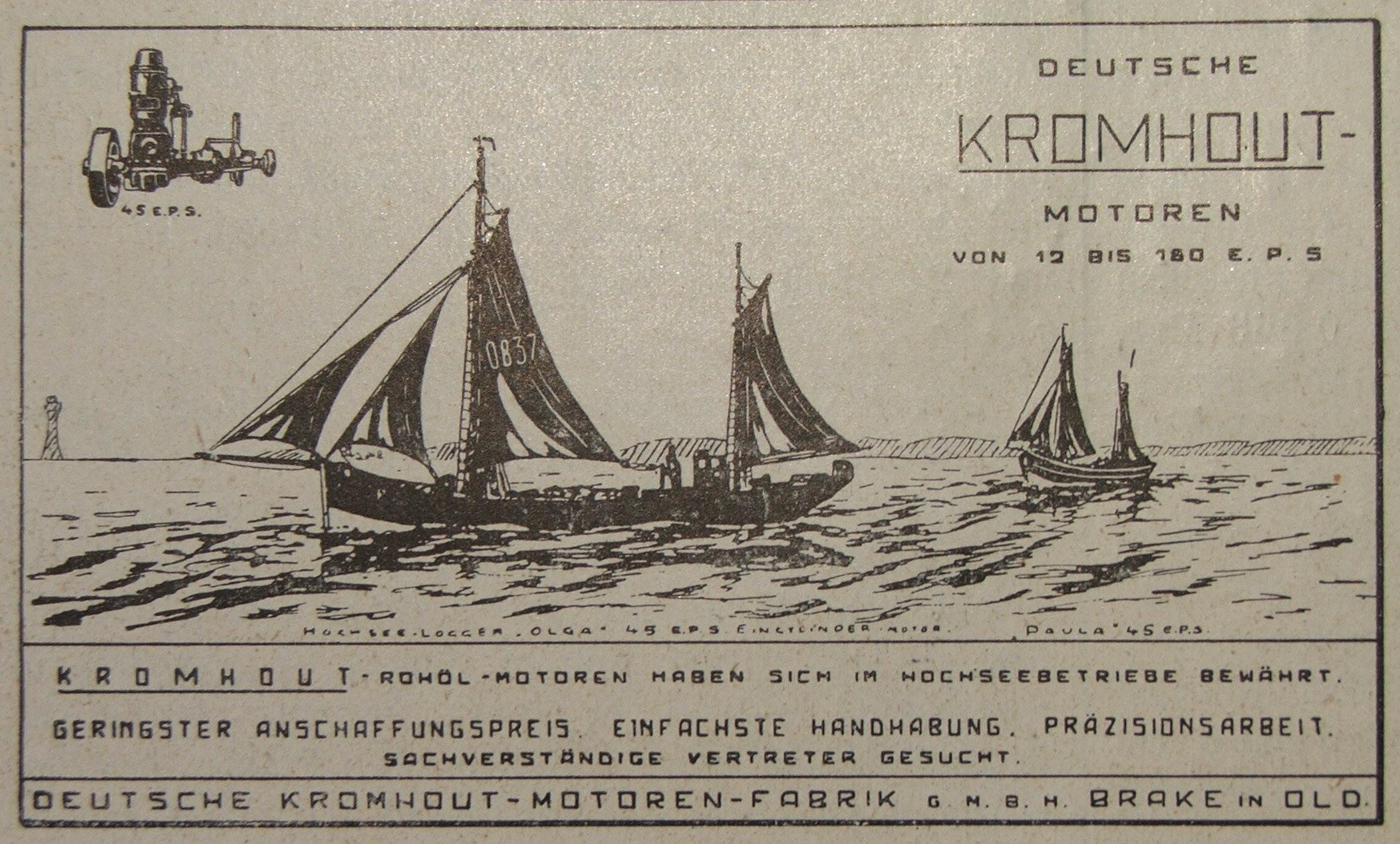
Werbung für Nachrüstmotoren von 1913

Die ersten versuchsweisen Einbauten von Petroleummotoren (Ottomotor mit Glührohrzündung) als Hilfsantrieb in bestehende Küstensegler begannen nach erfolgreichen Bootsprobefahrten im Jahr 1888. Die Fachzeitschrift „Hansa“ urteilte schon 1892 über frühe Umbauten dieser Art, dass sie die Anforderungen „auf das Vollkommenste“ erfüllen. Ab 1897 experimentierte man erstmals mit Dieselmotoren und ab 1903 folgten auch erste Versuchseinbauten des kompakten und betriebssicheren Glühkopfmotors.
Zwar setzten sich Motorsegler in Deutschland vor dem Ersten Weltkrieg noch sehr langsam durch, da die Gilden der Küstenschiffer bis Anfang der 1920er Jahre keine motorbetriebenen Schiffe versicherten. Insbesondere in Dänemark und den Niederlanden begann man jedoch schon in den ersten beiden Jahrzehnten des zwanzigsten Jahrhunderts, eine größere Anzahl von Küstenseglern mit einfach aufgebauten und verhältnismäßig sparsamen Glühkopf- und Dieselmotoren auszurüsten. Deutsche Küstenschiffseigner zogen hier vor allem in der Zeit zwischen den beiden Weltkriegen nach und bauten nahezu ausschließlich Motorsegler. Auf dem siebten Seeschiffahrtstag im Jahre 1920 hieß es dazu: „Der Motorsegler ist ein Schiffstyp, der mit Rücksicht auf seine große Unabhängigkeit von Betriebsstoffen […] beim Wiederaufbau der deutschen Handelsflotte volle Beachtung finden sollte.“

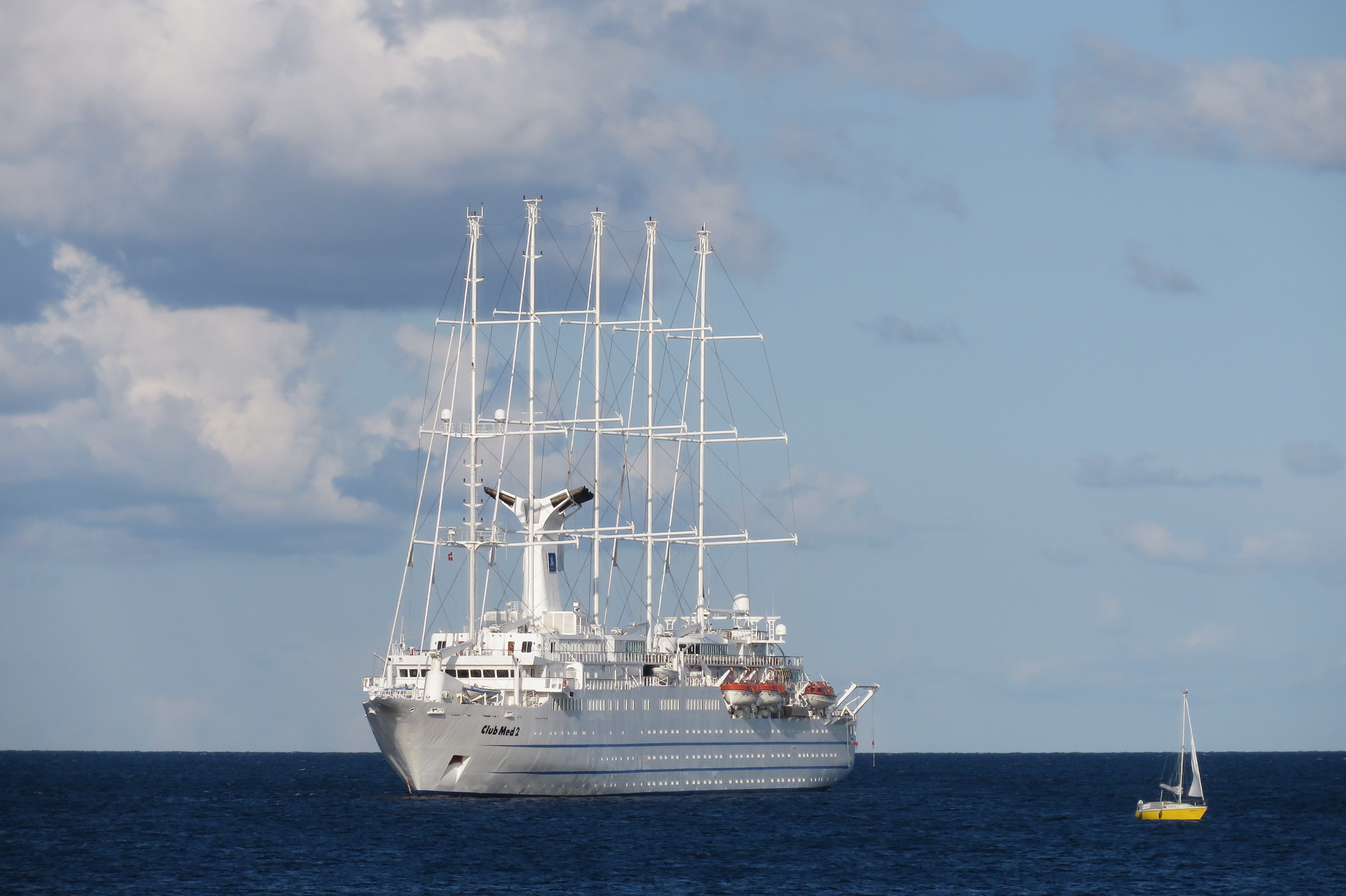
Die Club Med 2, neben ihrem Schwesterschiff Wind Surf das größten Motorsegelschiff der Welt

Nachdem die Motoren in den ersten Jahrzehnten der Motorisierung zunächst nur als Hilfsantrieb eingesetzt wurden, setzte sich der Motor im Laufe der 1930er Jahre immer mehr als Hauptantrieb durch. Auch Antriebsanlagen bestehender Schiffe wurden in diesen Jahren häufig durch leistungsstärkere Dieselmotoren ersetzt, im gleichen Maße nahmen Küstenschiffseigner Teile ihrer vorhandenen Besegelung weg und lösten so mehr und mehr die Besegelung der Küstenfrachter ab. Im Jahr 1935 waren in Deutschland bereits 723 eiserne und stählerne Motorsegler mit einer durchschnittlichen Vermessung von 98 BRT sowie 48 hölzerne Motorsegler mit einer durchschnittlichen Vermessung von 88 BRT registriert. Nachdem schon vor dem Zweiten Weltkrieg zunehmend reine Küstenmotorschiffe entstanden, löste das Motorschiff den Motorsegler im nordeuropäischen Raum in der Nachkriegszeit immer mehr ab.
Die letzten frachtfahrenden Motorsegler, zuletzt meist ohnehin nur noch mit kleinen Hilfsbesegelungen unterwegs, verschwanden im Laufe der 1960er und 1970er Jahre aus der Küstenschifffahrt im Nord- und Ostseeraum. Der letzte frachtfahrende hölzerne Motorschoner unter (west)deutscher Flagge war die 1917 am Svendborgsund  gebaute Bille. Sie wurde zwar schon Anfang der 1960er Jahre aufgelegt, blieb aber bis 1976 im Schiffsregister verzeichnet.
Die Segelreederei Kapitän Hass e. K. aus Flensburg betrieb bis 2009 mit dem stählernen Frachtschoner Undine den letzten in der gewerblichen Frachtfahrt eingesetzten Motorsegler Nordeuropas als Inselversorger zu den Nordfriesischen Inseln und als kombiniertes Fracht- und Passagierschiff auf der Hamburg–Sylt-Linie. Ansonsten finden sich Motorsegler heute als frachtfahrende Handelsschiffe noch als Dau im Bereich des Indischen Ozeans und vereinzelt als Dschunke in einigen Teilen Asiens.

### Sportboote

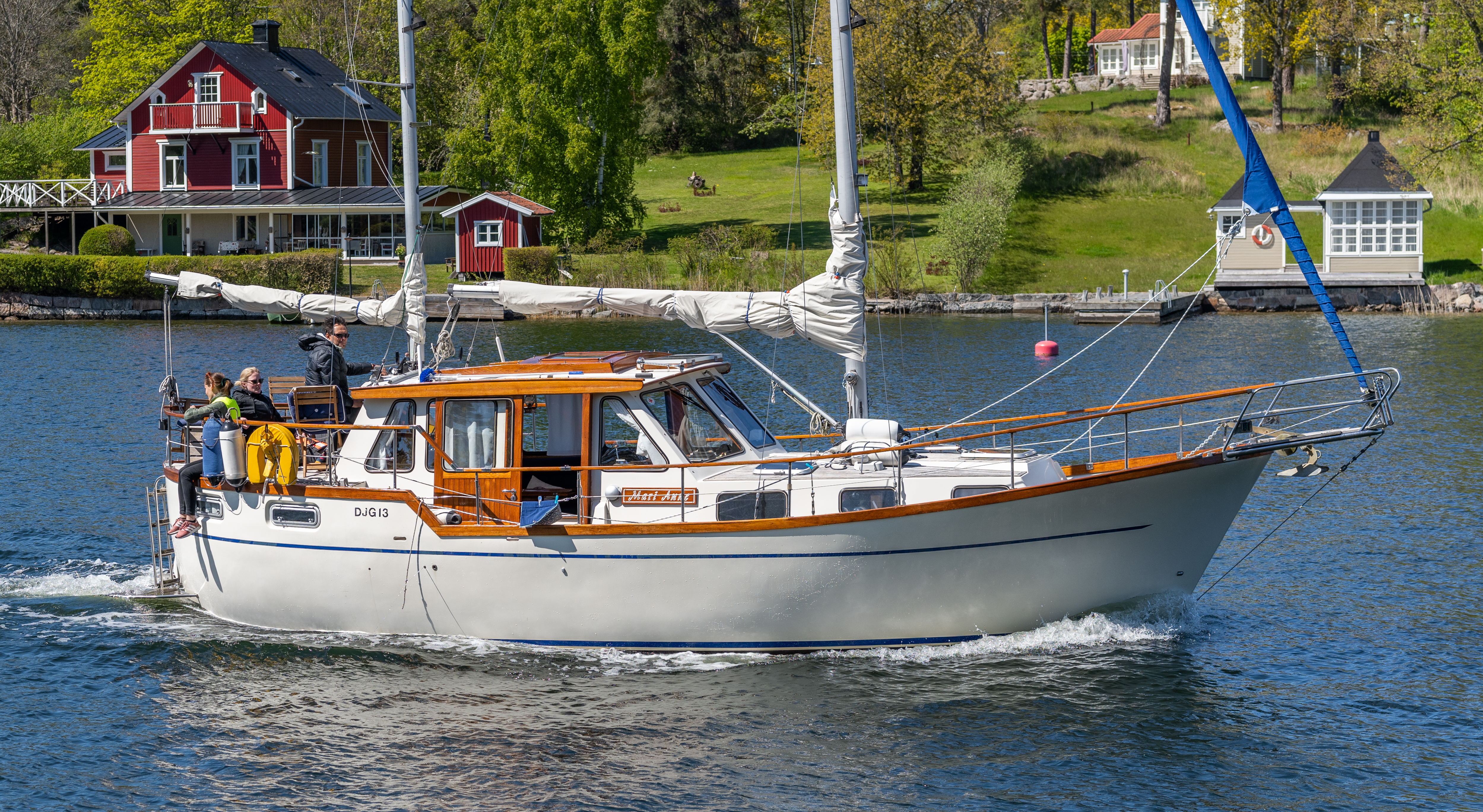
Nauticat 33, konventioneller Motorsegler, seit den Sechziger Jahren gebaut

Im Sportbootbereich werden als Motorsegler (oder auch Fifty-Fifty) Yachten bezeichnet, die sowohl unter Motor als auch unter Segeln zufriedenstellend angetrieben werden, also nicht nur über Hilfsmotoren oder Hilfsbesegelung verfügen. Dieser Bootstyp stellt einen Kompromiss zwischen reiner Segelyacht und reiner Motoryacht dar. Die Rumpfform kann dabei eher segelsbootstypisch oder eher motorbootstypisch sein. Je höher die angestrebte Geschwindigkeit, desto motorbootstypischer muss die Rumpfform sein, was sich negativ auf die Segeleigenschaften auswirkt.
Vom Erscheinungsbild sind Motorsegler weniger elegant und sportlich, dafür sind sie bequeme Tourenfahrzeuge, die geräumiger sind als reine Segelyachten. In den meisten Fällen verfügen sie über ein festes Deckshaus mit Innensteuerstand.
Bekannte Vertreter sind Boote der Marken Nauticat und Sirius sowie die in Europa weniger bekannten Modelle der MacGregor Yacht Corporation, insbesondere die MacGregor 26.
Seit den 1990er Jahren geht der Trend verstärkt zu Mischformen zwischen Motorsegler und klassischen Segelyachten, was sich einerseits an immer stärkeren Motorisierungen von Segelyachten, andererseits an neuen Rissformen wie den Deckssalonyachten zeigt.